# Puerta Capuana

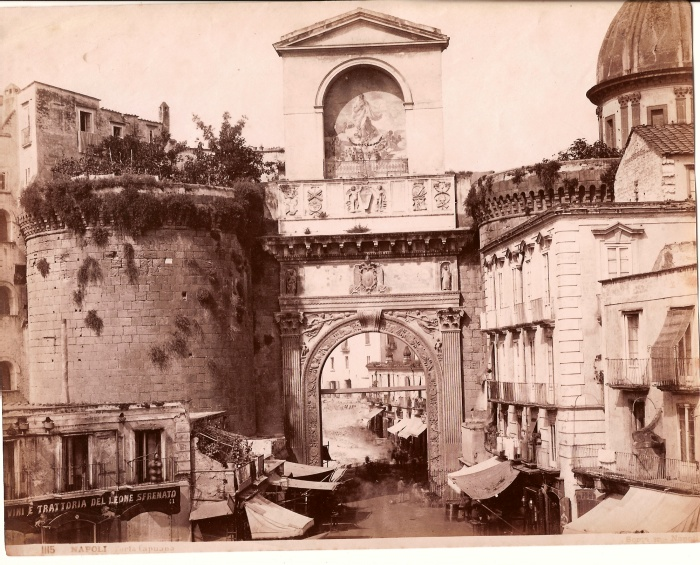
La Puerta Capuana en 1865. Foto de Giorgio Sommer (1834-1914).

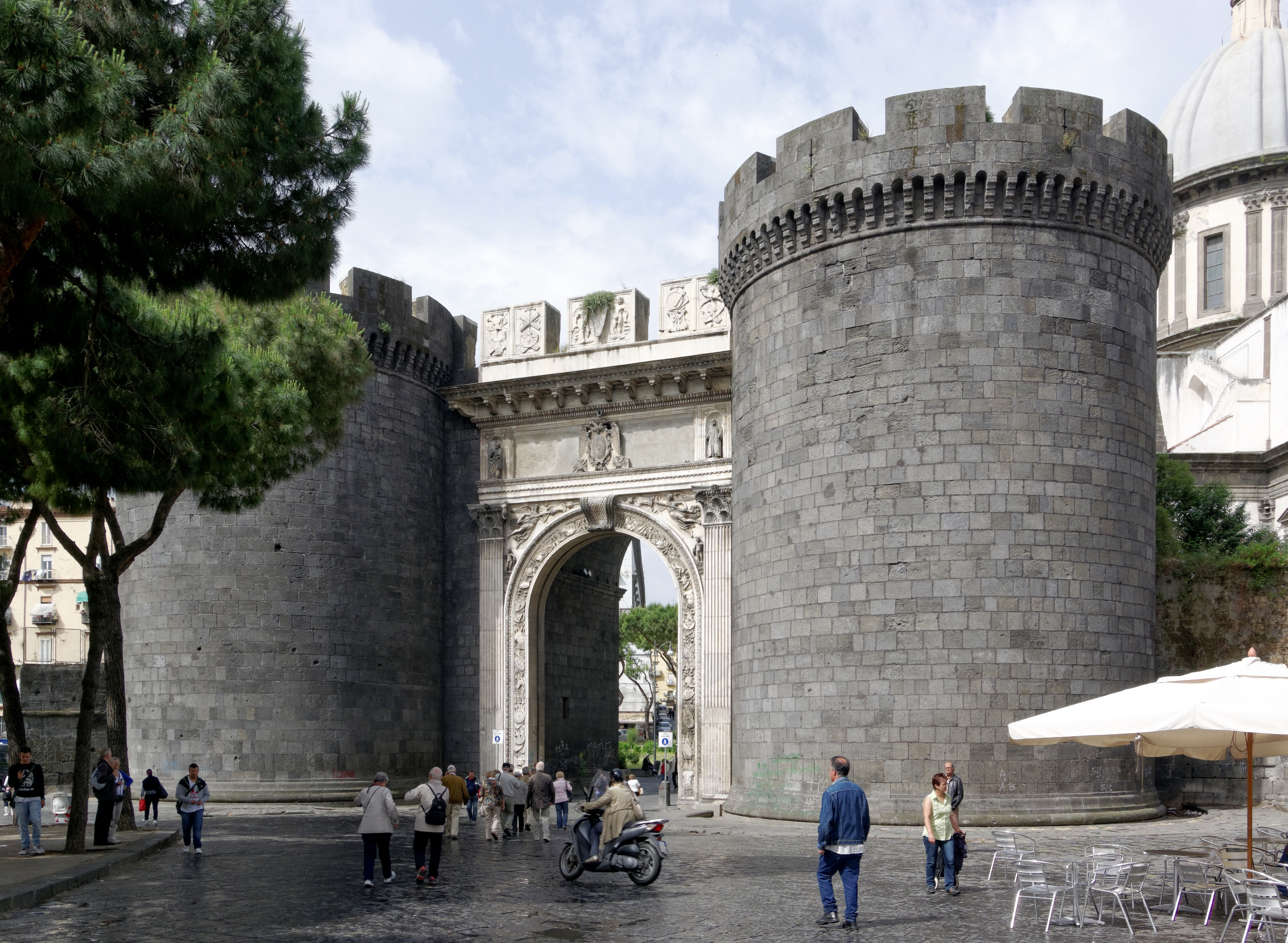
La Puerta Capuana actualmente.

La Puerta Capuana (en italiano Porta Capuana) es una antigua puerta de la ciudad de Nápoles.

## Historia
Construida en 1484 por el rey Fernando I de Nápoles, ha sido, desde que fue edificada, el punto por el cual se accedía al centro de la ciudad cuando se venía del este, y un cruce de importantes vías de comunicación. Toma su nombre de estar orientada en dirección a la ciudad de Capua, detrás del Castel Capuano; está formada por un arco blanco de mármol ricamente decorado con bajorrelieves con dos torres laterales (que simbolizan el honor y la virtud).
La obra fue comisionada al arquitecto Giuliano da Maiano, que se inspiró en cierta manera en los modelos que constituían los arcos del triunfo romanos, sin ignorar la efectiva función defensiva de las fortificaciones (de hecho estaban en curso los sucesos que llevarían a la guerra de 1494).

## Características
Se ha encontrado siempre, por tanto, en una zona muy vital de Nápoles, y ha representado también un lugar de agregación artística y cultural: es en la Puerta Capuana, donde nace, por ejemplo, a comienzos del siglo XX el llamado Barrio Latino de Nápoles, lugar de encuentro de importantes artistas napolitanos de la época; y todavía hoy da nombre a la zona en la cual se encuentra, entre las más centrales de la ciudad.
En realidad lo que hoy se puede ver forma parte de una obra de refortificación de Nápoles querida por el monarca aragonés y del que hoy solo se conserva la puerta. Se mantiene en un buen estado de conservación y está dotada de dos torres llamadas Onore y Virtù, si bien ya no es visible la escultura puesta sobre la arcada y que representaba la coronación de Fernando, ya que fue retirada en tiempos de la dominación española.
Otras torres están presentes en las calles adyacentes, restos de las antiguas murallas que desde la puerta conducían hacia el norte y, por tanto, a la Porta San Gennaro, en las cercanías de la actual Piazza Cavour, pero estas construcciones presentan hoy un gran estado de abandono. Casi detrás de esta puerta se encuentra la Iglesia de Santa Caterina a Formiello, bello ejemplo del Renacimiento napolitano.